# Ágnes Heller
Ágnes Heller (født 12. maj 1929 i Budapest, død 19. juli 2019) var en ungarsk filosof og forfatter.

## Historie
I 1947 begyndte hun at studere fysik og kemi på Universitetet i Budapest, men skiftede til filosofi. Her studerede hun under György Lukács, som hun blev kraftigt påvirket af. Hun begyndte som  marxistisk filosof, men skiftede til en mere liberal og socialdemokratisk retning.
Hun var en af de vigtigste personer i Budapestskolen. Hun arbejdede meget med historisk filosofi, moralfilosofi og teorier om modernitet.
Hun modtog flere priser, blandt andet var hun æresdoktor ved universiteterne i Melbourne og Buenos Aires. Hun modtog også Sonningprisen i 2006, og i 2014 blev Heller tildelt Wallenberg Medal fra University of Michigan.